# ساختمان کنده ناست

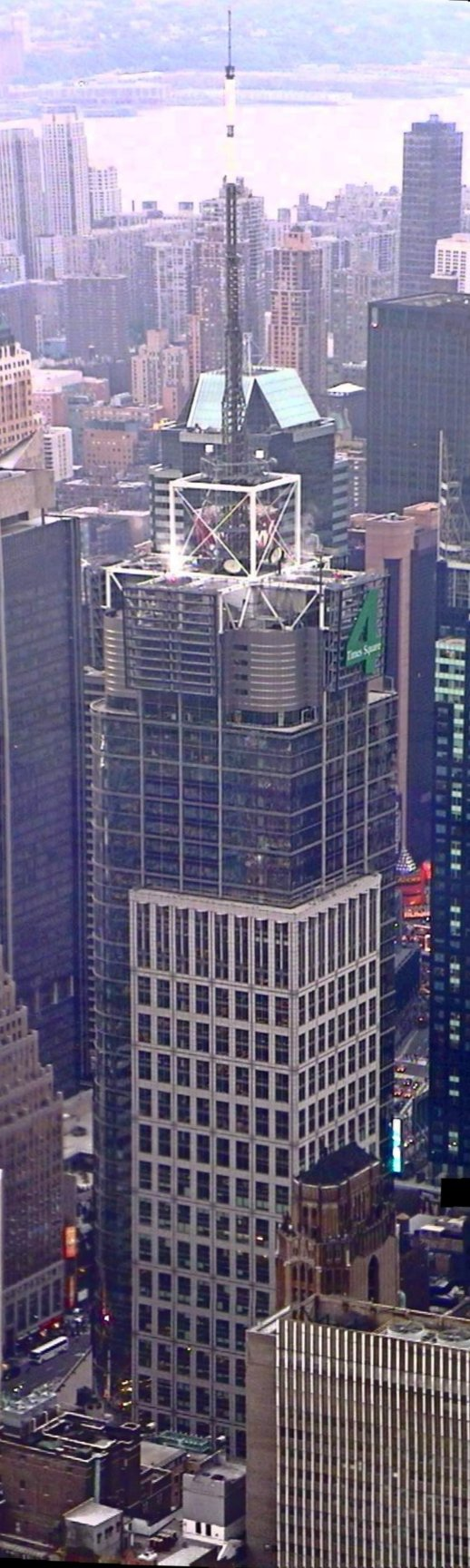
نمایی از ساختمان کنده ناست در منهتن، نیویورک، از امپایر استیت

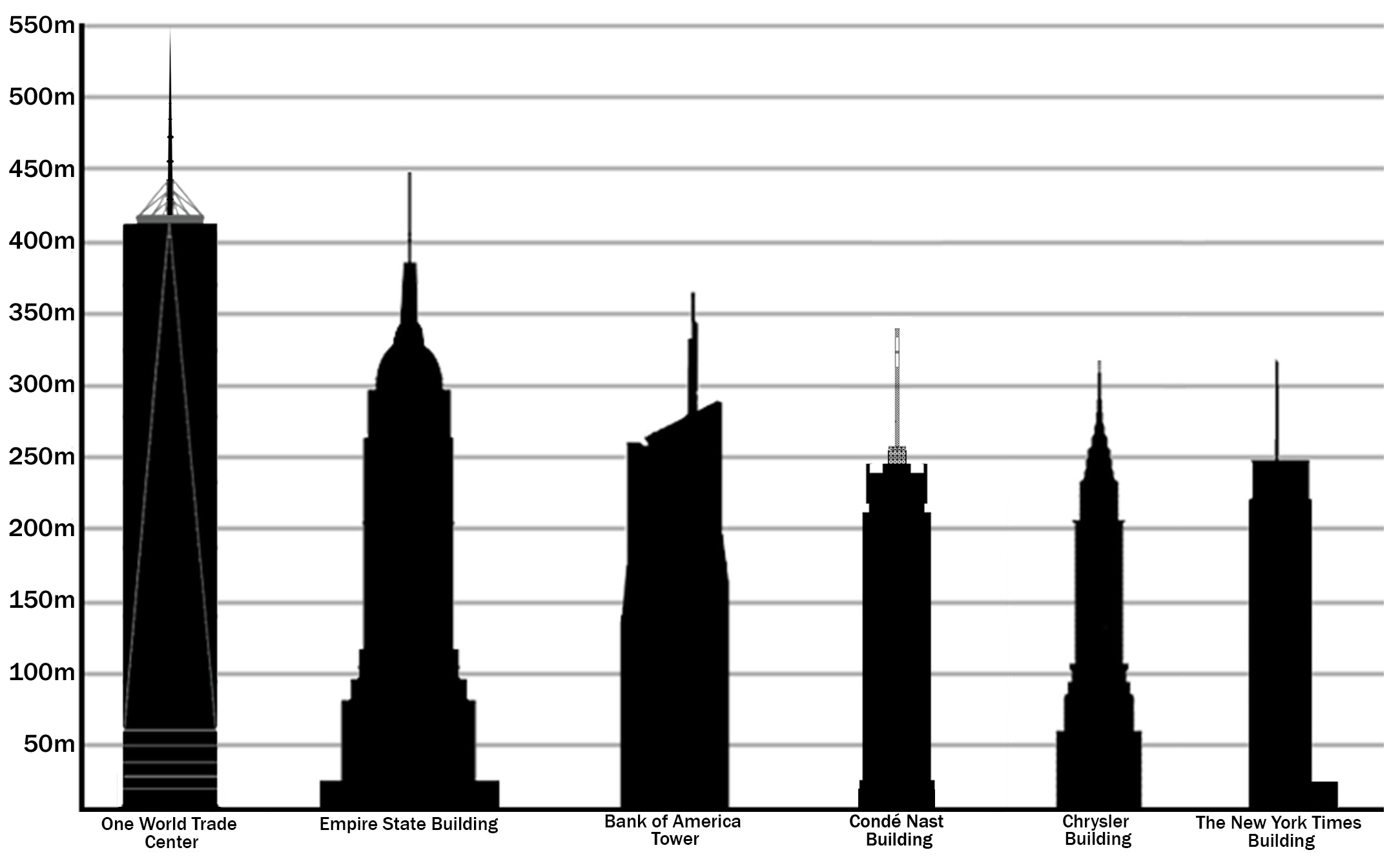
مقایسه ارتفاع بلندترین برج‌های نیویورک

ساختمان کنده ناست (به انگلیسی: Condé Nast Building) (نام رسمی : ۴ میدان تایمز (به انگلیسی : 4 Times Square)) یک آسمان‌خراش مدرن در میدان تایمز، در منهتن، در نیویورک و در ایالات متحده آمریکا است. این آسمان‌خراش در خیابان برادوی بین خیابان‌های چهل‌ودوم و چهل‌وسوم قرار گرفته است. ساخت این برج در ژانویه ۲۰۰۰ به عنوان بخشی از پروژه بزرگ توسعه خیابان چهل‌ودوم خاتمه یافت. این ساختمان با ۴۸ طبقه و ۲۴۷ متر ارتفاع، دوازدهمین ساختمان بلند در نیویورک، چهل‌ویکمین در ایالات متحده آمریکا و یکصدوسی‌امین در جهان است. بیشتر فضای اداری این ساختمان به انتشارات کنده ناست اختصاص دارد.
مالک ساختمان کنده ناست، سازمان دورست و معماران آن فاکس و هاول می‌باشند. بازار بورس سهام نزدک در گوشه شمال‌غربی این ساختمان قرار گرفته است.
با احتساب آنتن ساختمان کنده ناست، ارتفاع مجموع آن ۳۴۸ متر می‌شود که سومین سازه بلند در نیویورک بعد ازآسمان‌خراش‌های امپایر استیت و بانک آو آمریکا می‌شود.

مقایسه ارتفاع بلندترین برج‌های آمریکا

## نگارخانه

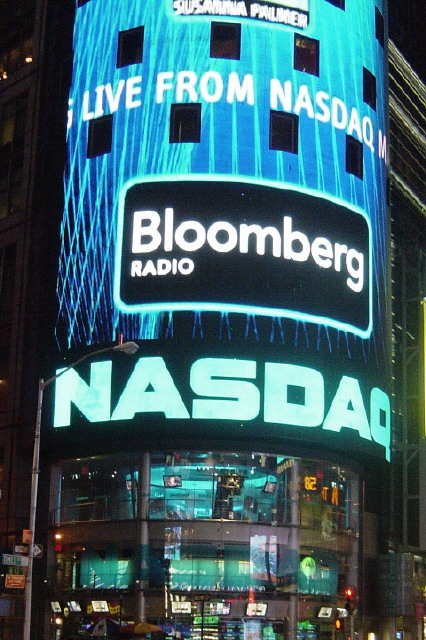